# 村守実
村守 実（むらもり みのる、1985年8月15日 - ）は、日本の卓球選手。

## 概要
神奈川県出身。青森山田高校から青森大学へ進む。
2003年、チリのサンティアゴで開催された第1回世界ジュニア卓球選手権で、岸川聖也とペアを組み男子ダブルスで優勝を果たした。世界ジュニア選手権で日本勢史上初の金メダル獲得が評価され、岸川聖也とともに2003年度JOCスポーツ賞新人賞を受賞した。
大学卒業後は日産自動車硬式卓球部に所属。日産自動車硬式卓球部の休部に伴い、2009年3月に現役引退。